# Дубик Михайло Васильович
Михайло Васильович Дубик (нар. 14 січня 1931, село Новий Кропивник, тепер Дрогобицького району Львівської області — 1 січня 2002, місто Дрогобич Львівської області) — український радянський діяч, новатор виробництва, бригадир комплексної бригади малярів Дрогобицького будівельного управління № 41 та № 45, заслужений будівельник Української РСР. Депутат Львівської обласної ради народних депутатів 10—16-го скликань (у 1965—1980 роках).

## Біографія
Народився в селянській родині. Навчався в сільській школі, закінчив школу фабрично-заводського навчання в місті Дрогобичі.
З 1949 року працював маляром Дрогобицького будівельного управління № 41.
До 1955 року служив у Радянській армії.
З 1955 року — бригадир малярів, бригадир комплексної бригади малярів Дрогобицького будівельного управління № 41. Виконував виробничі завдання на 125—128%.
Член КПРС.
З 1975 року — бригадир комплексної бригади малярів Дрогобицького будівельного управління № 45.
З середини 1980-х років — на пенсії в місті Дрогобичі.

## Нагороди
- орден Леніна (11.08.1966)
- орден Трудового Червоного Прапора (.05.1971)
- медалі
- Заслужений будівельник Української РСР (6.11.1964)
- значок «Відмінник соціалістичного змагання Української РСР»